# Šao-jang
Šao-jang (čínsky pchin-jinem Shàoyáng, znaky 邵阳) je městská prefektura v Čínské lidové republice. Patří k provincii Chu-nan, má rozlohu 20 822 čtverečních kilometrů a v roce 2020 v ní žilo šest a půl miliónu obyvatel.

## Poloha
Sousedí s prefekturou Chuaj-chua na západě, Lou-ti na severu, s prefekturami Cheng-jang a Jung-čou na východě a s provincií Kuang-si na jihu.

## Správní členění
Městská prefektura Šao-jang se člení na dvanáct celků okresní úrovně, a sice tři městské obvody, dva městské okresy, šest okresů a jeden autonomní okres.
| 3. 2. 1. městský okres · Šao-tung městský okres · Wu-kang okres · Sin-šao okres · Šao-jang okres · Lung-chuej okres · Tung-kchou okres · Suej-ning okres · Sin-ning autonomní okres · Čcheng-pu 1. Pej-tcha 2. Ta-siang 3. Šuang-čching |                |                       |             |                                         |
| Název | Název          | Počet obyvatel (2020) | Rozloha km² | Hustota zalidnění (obyv. na km²) (2020) |
| český přepis | znaky          | Počet obyvatel (2020) | Rozloha km² | Hustota zalidnění (obyv. na km²) (2020) |
| Městské obvody |                |                       |             |                                         |
| Pej-tcha | 北塔区         | 122 658               | 84          | 1 454                                   |
| Šuang-čching | 双清区         | 317 283               | 134         | 2 377                                   |
| Ta-siang | 大祥区         | 362 289               | 213         | 1 699                                   |
| Městské okresy |                |                       |             |                                         |
| Šao-tung | 邵东市         | 1 038 416             | 1 777       | 584                                     |
| Wu-kang | 武冈市         | 640 181               | 1 540       | 416                                     |
| Okresy |                |                       |             |                                         |
| Lung-chuej | 隆回县         | 1 009 778             | 2 861       | 353                                     |
| Sin-ning | 新宁县         | 513 777               | 2 756       | 186                                     |
| Sin-šao | 新邵县         | 612 943               | 1 768       | 347                                     |
| Suej-ning | 绥宁县         | 290 664               | 2 921       | 100                                     |
| Šao-jang | 邵阳县         | 752 125               | 2 000       | 376                                     |
| Tung-kchou | 洞口县         | 675 495               | 2 162       | 312                                     |
| Autonomní okres |                |                       |             |                                         |
| Čcheng-pu (miaoský) | 城步苗族自治县 | 227 911               | 2 606       | 87                                      |
| |                |                       |             |                                         |
| Celkem | Celkem         | 6 563 520             | 20 822      | 315                                     |

## Partnerská města
- Hokuto, Japonsko
- Saratov, Rusko